# جوزه، ببر و ماهی (فیلم ۲۰۲۰)
جوزه، ببر و ماهی (انگلیسی:Josee, the Tiger and the Fish) و (ژاپنی: ジョゼと虎と魚たち) یک انیمیشن کمدی رمانتیک ژاپنی در سبک درام محصول سال ۲۰۲۰ است که بر اساس داستان کوتاهی به همین نام اثر سیکو تانابه ساخته شده‌است. از جمله صداپیشههای این فیلم می‌توان به تایشی ناکاگاوا و کایا کیوهارا اشاره کرد.
کارگردانی آن را کوتارو تامورا بر اساس فیلمنامه‌ای از سایاکا کووامورا، با طراحی شخصیت‌های اصلی توسط نائو اموتو (که همچنین یک مانگای کراوات‌آمیز خلق کرد)، طراحی شخصیت‌های انیمیشن توسط هاروکو ایزوکا (که همچنین به عنوان سرپرست ناظر انیماتور کار می‌کرد) و تولید انیمیشن توسط Bones ساخته شده‌است. این فیلم در هفته اول اکران خود در جایگاه نهم باکس آفیس ژاپن قرار گرفت و نقدهای بسیار مثبتی از منتقدان دریافت کرد.

## داستان
تسونئو سوزوکاوا یک دانشجوی ۲۲ ساله است که در حال تحصیل در رشته زیست‌شناسی دریایی است. او به صورت پاره وقت در یک مغازه غواصی کار می‌کند، جایی که با همکاران مای و هایاتو دوست است. در راه بازگشت به خانه پس از یک سخنرانی، او یک زن جوان فلج به نام کومیکو یامامورا را نجات می‌دهد که اصرار دارد او را «جوزه» خطاب کند. پس از دعوت شدن برای شام به نشانه قدردانی، تسونئو یک پیشنهاد کاری از مادربزرگ جوزه، چیزو، دریافت می‌کند تا خدمتکار جوزه شود. در ابتدا، جوزه به تسونئو اعتماد ندارد و او را یک مزاحم خطاب می‌کند. به او دستور داد کارهای غیر منطقی مانند زانو زدن طولانی مدت انجام دهد. تسونئو که از این کار خسته شده‌است، تصمیم می‌گیرد که شغل خدمتکاری را رها کند. با این وجود، درست قبل از این که استعفا دهد، متوجه می‌شود که جوزه ناپدید شده‌است. وقتی تسونئو بالاخره جوزه را پیدا می‌کند، متوجه می‌شود که او می‌خواهد دریا را ببیند؛ بنابراین، او را به دریا می‌برد و آنها اوقات بسیار خوبی را با هم دارند. پس از این اتفاق، جوزه و تسونئو با هم به جاهای زیادی سفر می‌کنند. در سفر به یک کتابخانه، جوزه سعی می‌کند برای کودکان کتاب بخواند، اما آن‌ها از خواندن بد او خسته می‌شوند. با این حال، نقاشی او برای آن‌ها جذاب است. سپس به آرامی متوجه می‌شود که می‌خواهد یک تصویرگر شود. متأسفانه، مادربزرگ جوزه مدتی بعد از این اتفاق می‌میرد. جوزه که با پول کمی برای زندگی باقی می‌ماند، رؤیای خود را رها می‌کند و یک کارمند اداری می‌شود. در همین حال، تسونئو از دانشگاهی در مکزیک بورسیه دریافت کرد و تا چند ماه دیگر این دانشگاه را ترک خواهد کرد. با وجود آینده درخشان‌ـش، او همچنان نگران وضعیت جوزه است. مای که همکار تسونئو در یک مغازه غواصی است، نگران تسونئو، به جوزه می‌گوید که سونئو را آزاد کند. جوزه سپس با تسونئو تماس می‌گیرد تا برای خداحافظی با هم از دریا دیدن کنند. با این حال، جوزه در وسط یک جاده به دام افتاده‌است. برای نجات او، تسونئو به سمت او می‌رود و در نهایت با یک ماشین برخورد می‌کند. سپس مشخص شد که تسونئو از شکستگی استخوان در پاهایش رنج می‌برد و به او گفته می‌شود که ممکن است دیگر مانند قبل راه نرود، چه برسد به غواصی. تسونئو که از این خبر غمگین شده‌است، از توانبخشی خود و رؤیای دیدن فرشته ماهی کلاریون در مکزیک دست می‌کشد. سپس مای جوزه را پیدا می‌کند و وضعیت تسونئو را به او می‌گوید و از او می‌خواهد که احساسات خود را نسبت به تسونئو ثابت کند. سپس جوزه یک کتاب مصور می‌سازد که به‌طور غیرمستقیم داستان تسونئو و او را نشان می‌دهد، با شخصیت اصلی که تسونئو را با موفقیت به آرزویش می‌رساند. سپس از هایاتو، یکی دیگر از همکاران مغازه غواصی، می‌خواهد که تسونئو را به کتابخانهای بیاورد که جوزه کتاب را برای بچه‌ها خواند. سونئو که تحت تأثیر این داستان قرار گرفت، روحیه و رؤیای خود را بازیافت و فعالانه به بازسازی خود پرداخت. در روزی که تسونئو از بیمارستان مرخص می‌شود، جوزه ناپدید شده‌است. سونئو که نگران است، از مکان‌های زیادی بازدید می‌کند و در نهایت با وجود آسیب دیدگی شروع به دویدن می‌کند. او پس از جستجوی طولانی، جوزه را در باغ‌وحش روبه‌روی ببر و جاده‌ای که قبلاً او را می‌ترساند، به تنهایی پیدا می‌کند و موفق می‌شود. همان‌طور که آن‌ها ملاقات می‌کنند، سونئو و جوزه به عشق خود به یکدیگر اعتراف می‌کنند و همدیگر را می‌بوسند. سونئو برای تحصیل به مکزیک می‌رود. در طول تعطیلات بهاری، جوزه دوباره با سونئو در زیر یک درخت گیلاس که کاملاً شکوفه زده‌است ملاقات می‌کند.

## صدا
| شخصیت                  | ژاپنی                      | انگلیسی       | فارسی (سورن وی‌اچ‌اس) |
| ---------------------- | -------------------------- | ------------- | ------------------- |
| تسونئو سوزوکاوا        | تایشی ناکاگاوا             | هوارد وانگ    | امیرهوشنگ زند       |
| جوزه (کومیکو یامامورا) | کایا کیوهارا               | سوزی یونگ     | مرجانه فشنگ‌چی       |
| مای نینومیا            | یومه میاموتو               | دنی چمبرز     | مینا مؤمنی          |
| هایاتو ماتسورا         | کازویوکی اوکیتسو           | زنو رابینسون  | عرفان هنربخش        |
| کانا کیشیموتو          | لین                        | مگان شیپمن    |                     |
| چیزو یامامورا          | چیمی ماتسوترا              | کیسی کاسپر    | فریبا ثابتی         |
| مدیر نیشیدا            | شینتارو موریاما (میتوریزو) | لری برانتلی   |                     |
| مامور ایستگاه          | لیلی (میتوریزو)            | —             |                     |
| یوکیچی                 | کنگو کاوانیشی              | آنتونی بولینگ |                     |
| ساکو کوندو             | کانجی اوبانا               | فیلیپ وبر     |                     |
| دکتر                   | ماساکی تراسوما             | —             | علیرضا وارسته       |